# Београд у Првом светском рату
Београд је један од првих градова који су се у Првом светском рату нашли на удару великих сила. Почетак сукоба у овом граду кренуо је нападом Аустроугарске.

## Одбрана Београда на почетку рата
Након објављена рата у ноћи између 28. и 29. јула 1914. године, са територије тадашње Аустроугарске отпочео је напада на Београд. Нападало се са више страна, из правца Земуна, са Бежанијске коса, из Борче, као и са чамаца који су пловили Савом и Дунавом. Већ након првог напада, велики број објеката је срушен, а пожари су били дуж читавог града. Иако су се јединице аустроугарске војске надале да браниоци Београда неће пружити отпор, неколико добровољачких јединица и батаљона са пушкама и бајонетима пружили су отпор и чекали непријатеља на десним обалама Саве и Дунава. Град је нападан три пута дневно, доста урушен од топовских граната, а аустроугарски монитори засипали су артиљеријском ватром и митраљеским рафалима Калемегдан и Дунавски кеј. Непријатељ је више пута покушавао да се преко чамаца пребаци до савског пристаништа, али херојском одбраном браниоца Београда, непријатељске трупе су углавном завршавале у рекама. Један од најпознатијих напада на Београд у овом периоду одигран је на мосту преко реке Саве, на месту данашњег Старог Железничког моста. Мост који је спајао Београд и Земун по наређењу Врховне команде 25. јула 1914. године био је миниран са 600 килограма експлозива. У ноћи између 2. и 3. августа 1914. године мост је из правца Земуна засут топовским гранатама, док су српски војници узвраћали и бранили мост. У рано јутро 3. августа непријатељ је отпочео напад на браниоце моста и на Топчидерско брдо. Жестоким нападом наговештавало се да аустроугарска војска жели да пређе у Београд. Од српске стране стигла је наредба о дизању моста у ваздух, како се не би ризиковао улазак аустроугарске војске у град. Датума 29. јула 1914. капетан Михајло Илић, срушио је мост са групом понтонираца. Од силне експлозије велики број објеката на Сењаку је срушен и оштећен. Непријатељске трупе су непосредно пре уништавања моста покушавале да уђу у град, а план је био да се искрцају на савско пристаниште и одатле уђу у Београд. Ка граду су кренула три пароброда са неколико шлепова у којима се налазило око 4.000 војника. Први пароброд који је превозио војнике имао је задатак да се са војницима искрца близу Старог Железничког моста. У тренутку експлозије на мосту, међу аустроугарском војском завладала је паника, док су српски војници то искористили и осули паљбу по пароброду, који се насукао испод порушеног Старог Железничког моста, а велики број аустроугарских војника је погинуо, док су се неки у покушавају бекства утопили у реци Сави. Због неуспеха у плану освајања Београда и услед великих губитака, аустроугарска војска привремено се повукла у Земун. Због константног бомбардовања града из центра Београда се привремено иселио велики број грађана, ван домета артиљерије, углавном на Топчидерско брдо и Чубуру, док су неки грађани одлазили у друге градове. Војска и жандармерија је чувала напуштене објекте у граду који је био готово скроз напуштен.

## Одбрана Београда у првој офанзиви аустроугарске војске
У ноћи између 11. и 12. августа аустроугарска 2. армија и речне флотиле почеле су нападе дуж обале реке Саве на Београд, Обреновац и Шабац. Поновни покушај преласка аустроугарске војске завршио се на штету непријатеља, јер су снаге одбране Београда одбиле нападе. Из града су крајем јула 1914. године повучене 2. армија и Дунавска дивизија I позива која је учествовала у бици на Церу, а касније и у другим биткама. За време Церске битке, у Београду остали су само 7. дунавски пук Дунавске дивизије I и III позива, који су успешно бранили град. Услед успеха српске војске на реци Дрини, и успешним одолевањима напада на Београд, српски пешадијски пуковник Миливоје Анђелковић Кајафа, предложио је да се организује одбрана Београда, која је формирана 3. септембра 1914. године, под командом Михаила Живковића. У састав Одбране Београда ушле су добровољачке и јединице III позива, а из Дунавске дивизије 7. дунавски пук, један дивизион пољске артиљерије, једна хаубичка батерија и једно рефлекторско одељење које је већ било на положајима.

## Одбрана Београда приликом офанзиве српске војске на Срем
У периоду од 6—12. септембра 1914. године јединице Одбране Београда су успешно дејствовале на подручју Земуна и Бежанијске косе, док је у то време аустроугарска војска настављала са разарањем Београда. Разарање града изненада је престало 9. септембра 1914. године када је аустроугарски ратни чамац са белом заставом избацио писмо аустроугарског генерала Фердинанда фон Гоглије, које је било адресирано на генерала Михаила Живковића, а у писму је писало:

“Данас до шест часова поподне имате ми предати Београдску тврђаву да је не бих даље рушио; у знак предаје, уместо српске заставе, истакните бео барјак. А Ви са вашим штабом бићете примљени на земунском пристаништу и у знак почасти оставићу Вам сабљу. Генерал Гоглија.”

Писмо је примио командант мајор Јоксим Гајић, који је одмах након читања наредио припрему топова, као и да се уместо једне српске заставе на бедемима београдске тврђаве истакну три заставе. Након тога наређено је да топови дејствују по аустроугарским мониторима у земунском пристаништу, који бивају погођени и запаљени. Тек након тога, мајор Јоксим Гајић обавестио је генерала Михаила Живковића о целом догађају и уједно затражио одобрење од Врховне команде да покаже како Срби предају свој главни град. Јединице Одбране Београда су у ноћи између 9. и 10. септембра прешле реку Саву код Остружнице и Аде Циганлије и напале аустроугарску војску, која је била принуђена да се повлачи. При повлачењу разбијена је трупа генерала Фердинанда фон Гоглије и 10. септембра 1914. године српска војска заузела је град Земун. Српске снаге су 12. септембра прешле преко Дунава и ушле у Овчу и Борчу.

## Одбрана Београда у другој офанзиви аустроугарске војске
аустроугарска војска је почела офанзиву на реци Дрини и реци Сави, а због промене ситуације на фронту све српске снаге повукле су се са простора Срема. Јединице Одбране Београда повукле су своје трупе из Земуна, а своје трупе су распоредили само на Ади Циганлији и једном мостобрану наспрам Аде Циганлије. Са повлачењем српских снага, повукао се и један број Сремаца, од којих је формиран Сремски добровољачки одред, који је ушао у састав Одбране Београда. Аустроугарски 32. пук нападао је јединице Одбране Београда у периоду од 20. до 23. септембра у циљу заузимања Аде Циганлије, али је врло брзо поражен, одакле се повукао до Батајнице. Након победе аустроугарске војске у бици на Мачковом камену, да би растеретио српске снаге, генерал Михаило Живковић наредио је напад на Земун, који је поново заузет 28. септембра од стране српске војске.Јединице Одбране Београда заузеле су и Бежанијску косу и дошле све до Сурчина. Због огромних напада аустроугарске војске који су спречили подизање моста на реци Сави код Аде Циганлије, јединице Одбране Београда морале су да напусте освојену територију. Српска војска повукла се на своје почетне положаје око Београда, на којима су водили борбе до краја новембра 1914. године, када су се повукли на космајске положаје.

## Одбрана Београда у трећој офанзиви аустроугарске војске
После прекида напада, након ојачавања аустроугарске војске, почели су напади на Београд са стране Баната. Непријатељска војска је дејствовала из Старчева, а између њега и аде Чакљанац постављен је понтонски мост, које су поставиле аустроугарске трупе у циљу докопавања десне обале Дунава у правцу ка Винчи. Артиљерија аустроугарске војске дејствовала је по Ади Хуји, Великом Врачару, Карабурми и Вишњици. Малобројни браниоци су се успешно бранили од аустроугарских трупа и протерали непријатеља на почетне положаје на левој обали Дунава. Аустроугарске војска је после великих борби заузела Ваљево, Лајковац и већину градова у западној Србији, али Београд је још увек одолевао нападима. Након великих борби у целој земљи, великих губитака, командант Михаило Живковић добио је заповест од Врховне комаде која је гласила:

Када буде наређено, или када сами увидите да морате напустити Београд, повући ћете се најзгоднијим правцем на положајна линији Варовница-Космај-Сибница…”.
Након тога, Одбрана Београда добила је задатак да штити космајске положаје и да се повуку из града, 30. новембра 1914. године. Повлачењем војних трупа, повукле су се и грађанске власти, али и велики број становника, а у граду је остало тек 20.000 људи. Никоме се од бранилаца Београда није свидело такво наређење. Да би подигао морал браниоцима града услед напуштања борбених положаја један од мајора је рекао:
“Подигните чела! Ви сте јуначки бранили Београд. Али сад су се прилике мало промениле. Београд смо препустили непријатељу да бисмо спасли Србију. Београд је вољно напуштен, али вас уверавам да ће у најскорије време, можда већ за који дан, бити јуначки враћен.”
Након повлачења српске војске, престоница је остала без одбране. Аустроугарске војска није одмах смела да уђе у град, па су неколико дана након тога дејствовали по објектима и положајима где се некад налазила српска војска око града. Тек 2. децембра, део аустроугарске војске прешао је реку Саву, а наредног дана у 15 часова су главне снаге 5. армије аустроугарске војске ушле у Београд. Београд је тако заузет без борбе, а већ 3. децембра 1914. године по наређену команданта 5. аустроугарске армије у граду је одржавана победничка парада. Вест о паду града одјекнула је читавим светом, што је предсказивало пропаст Србије. Након заузимања Београда, аустроугарска војска је кренула са продором ка космајским положајима, одакле су је зауставиле јединице Одбране Београда и нанеле јој велики пораз. Током борбе на космајским положајима у току ноћи између 8. и 9. децембра 1914. године јединице Одбране Београда су заробиле 41. официра и око 2.000 подофицира и војника аустроугарске војске. Српској војсци је након ових победа омогућено да изврши противофанзиву у правцу Београда. Великим делом заслужни за исход Колубарске битке биле су и јединице Одбране Београда које су дејствовале по космајским положајима и значајно допринели поразу аустроугарске војске. Овим поразом сломљен је део аустроугарских трупа, па је омогућен повратак бранилаца на обале реке Саве и Дунава, а 15. децембра 1914. године ослобођен је Београд. Непријатељ је био поражен, а пораз није био само војнички, већ и морални и политички. Услед победа српске војске, заробљен је велики број аустроугарских официра и подофицира, а заплењене су велике количине муниције и ратне опреме. И поред победе Србија се суочила са великим проблемом сиромаштва изазваног ратом, великим бројем убијених цивила и епидемије пегавог тифуса.

## Распоред снага у припреми тројне инвазије Аустроугарске, Немачке и Бугарске војске на Београд
У јеку великих борби почетком 1915. године Београду у време затишја био је поново мета артиљеријске ватре која је разарала већ уништен град и убијала његове становнике. Србија се убрзо нашла пред великом опасношћу, јер је у Берлину 4. априла 1915. године договорено да Немачка заједно са Аустроугарском и Бугарском изврши напада на српску војску која јој је била препрека. Груписање за напад на Србију отпочело је септембра 1915. године. Српска војска организовала је одбрану, док је јединица Одбрана Београда била распоређена на фронтовима од Остружнице до Гроцке. Укупне јачине српске војске у односу на непријатеља биле су доста неповољне, а наричито на делу фронта код Београда. На подручју Београда деловали су 22. немачки и 8. аустроугарски корпус, јачине 66. пешадијских батаљона и 90 батерија са преко 300 топова, као и мерзере калибара 305 mm и 420 mm. Одбрана Београда, распоређена на обали реке Саве и Дунава, од Остружнице до Гроцке поседовала је 20 батаљона I, II и III позива, 2 коњичка ескадрона, 13.360 људи са 76 артиљеријских оруђа.

## Одбрана Београда у инвазији Аустроугарске, Немачке и Бугарске
Напад непријатеља започео је 5. октобра 1915. године посебно на фронту према Београду. Следећег дана, 6. октобра "у два и по сата ноћу" почео је напад немачких и аустроугарских снага на Београд из 390. артиљеријских оруђа. До краја дана на подручје Београда бачено је око 30.000 артиљеријских граната, а цео град је био прекривен густим димом и пепелом, уништено је велики број насеља и убијено много цивила. После целе ноћи бомбардовања, следећег дана 7. октобра, пешадија аустроугарском 8 корпуса преко реке Саве и Дунава отпочеле су прелазак ка граду на подручју Аде Циганлије и у подножју Калемегдана. Велики број непријатељске војске страдао је од митраљеске ватре и ручних бомби бранилаца Београда, док је део понтона потопљен наиласком на мине. Након искрцавања непријатељске војске, почеле су борбе прса у прса за сваки педаљ Аде Циганлије. Борбе су трајале четири дана на адама, бедемима града и улицама, као и на висоравнима у околини Београда. У борбама за Београд учествовао је велики број цивилног становништва. Старци, жене па и велики број деце узимали су пушке погинулих војника и борили се. Иако је непријатељ био вишеструко надмоћнији, Врховна команда Одбране Београда наредила је својим јединицама да и даље бране град, а као појачање послала Тимочку дивизију II позива, из Сопота и ставила је под команду Одбране Београда. После неколико јуриша на непријатељску војску непријатељ је потеран уз обалу Дунава, али су у том тренутку стигла четири аустроугарска монитора који су дејствовали по српској војсци и зауставили њене даље јурише. Истовремено је непријатељска војска неутралисала батерије српске артиљерије на Калемегдану и Великом Врачару што је био велики губитак јединице Одбрана Београда. Губици су расли, појачање није стизало, али уместо да се повуку јединице Одбрана Београда су херојски преузеле противнапад, коме је претходила чувена заповест мајора Драгутина Гавриловића која гласи:
“Тачно у 15 часова непријатељ се има разбити вашим силним јуришем, разнети вашим бомбама и бајонетима-образ Београда, наше престонице има да буде светао. Војници, јунаци! Врховна команда избрисала је наш пук из свог бројног стања, наш пук је жртвован за част отаџбине и Београда. Ви немате више да се бринете за ваше животе, који више не постоје, зато напред у славу! Живео краљ! Живео Београд!”
Браниоци Београда су кренули у нови јуриш у коме је велики број њих изгубио животе, али ипак нису успели да поразе вишеструко надмоћнијег непријатеља. Борбе за град су настављене и током ноћи, а непријатељ је и даље пребацивао своје трупе преко реке Саве и Дунава, али је претрпео огромне губитке. Следећег дана ујутру, 8. октобра немачке и аустроугарске снаге извршиле су велике нападе, али су јединице Одбране Београда и даље браниле све до ноћи истог дана. Тек након уништења већине српских артиљеријских оруђа у граду, након више јуриша непријатељ је успео да заузме Баново брдо, Чукарицу и Топчидерско брдо и створио услове за улазак у центар града. И након уласка непријатељске војске у шире подручје града, јединице Одбране Београда су водиле жестоке, али су се ипак повукле 16. октобра, када их је непријатељ потиснуо и заузео Београд. Тек после десетодневних борби са многољуднијом непријатељском војском, јединице Одбране Београда су напустиле град. Губици на обе стране су били велики, а највише је страдало цивилно становништво града. Београд је ослобођен 1. новембра 1918. године под командом Петра Бојовића. Београд је у Првом светском рату био под окупацијом у периоду од 1. до 15. децембра 1914. године, а затим и од октобра 1915. до 1. новембра 1918. године.
Херојство бранилаца Београда било је огромно, импресионирали су и непријатељску војску, па је маршал фон Макензен након заузимања града на Бановом брду у знак херојства и дивљења подигао споменик херојима одбране Београда. Након завршетка Првог светског рата Београд је одликован националним орденом Легије части и чехословачким ратним крстом.

## Уништења здања Београда у Првом светском рату
Прво гранатирање града било је 28. јула 1914. године, а у првим ратним даним погођени су следећи објекти : Саборна црква, Српска академија наука и уметности, Друга београдска гимназија, школа у Савамали, Девојачки интернат, Државна штампарија, Зграда енглеског посланства и аустроугарског конзулата, кафана Шаран, хотел Гранд, Грчка краљица, Бристол, Крагујевац и хотел Српска круна. Међу гађаним објектима биле су и банке Југославија, Француско-српска банка, фабрике Дувана, Шибица и Гоџевчева и фабрика Столарског акционог друштва, магацин соли и магацини на железничкој станици. Такође је срушен и Савски мост који је спајао Земун са Београдом.

Дана 9. августа 1914. године оштећене су зграде Управе фондова, Прометне банке и Класне индустрије.

У периоду између 12. и 24. августа 1914. године погођене су следеће зграде: Бели двор, Зграда Министарства војске, Зграда Војне академије, Зграда Официрске задруге, Зграда руског посланства,
Велика школа, Зграда Реалке, ОШ „Краљ Петар Први“ Београд, Народни музеј, Народно позориште, Зграда класне лутрије, као и хотел Хотел Москва. Погођени су и Бајлонијев млин, Електрична централа и водовод, државна Болница Београд

О зверским нападима на Београд постоји сведочанство криминолога Арчибалда Рајса.
Доста оскрнављени и погођени били су и Војни музеј, Црква Ружица, а срушени објекти су Фабрика калупа и стругара и Фабрика шећера.
У више наврата након заузимања српске војске, бомбардован је и Земун, a тачан број срушених објеката у граду није познат.

## У уметности и медијима
- Писац Бранимир Ћосић, описао је прве ратне дане у Београду 1914. у свом роману Покошено поље
- Писац Добрица Ћосић, описао је одбрану Београда 1915. у свом роману Време Смрти
- Београд у Првом светском рату је приказан у играно документарном филму Херој  1914 у уводној сцени где је приказано гранатирање Београда ноћу са монитора и одговор српске артиљерије у Британској серији 37 дана о Јулској кризи у другој епизоди где је приказано ноћно гранатирање Београда и у серији Време смрти друга сезона где су приказане борбе у Београду 1915.

## Галерија
- Цигански крај у Београду за време бомбардовања
- Свечана сала двора у Београду, оштећена приликом гранатирања града
- Кућа породице Викторовић оштећена током бомбардовања Београда 1914. године
- Кућа у Београду оштећена од бомбрадовања